# Hrabstwo Cabarrus
Hrabstwo Cabarrus (ang. Cabarrus County) – hrabstwo w stanie Karolina Północna w Stanach Zjednoczonych.

## Geografia
Według spisu z 2000 roku obszar całkowity hrabstwa obejmuje powierzchnię 365 mil2 (945,35 km²), z czego 364 mile2 (942,76 km²) stanowią lądy, a 1 milę2 (2,59 km²) stanowią wody. Według szacunków United States Census Bureau w roku 2012 miało 184 498 mieszkańców. Jego siedzibą administracyjną jest Concord.

### Miasta
- Concord
- Harrisburg
- Kannapolis
- Mount Pleasant
- Midland